# Popiszki (gmina Podborze)
Popiszki (lit. Papiškės) − wieś na Litwie, w rejonie solecznickim, 5 km na północny wschód od Podborza, zamieszkana przez 14 ludzi. Przed II wojną światową w Polsce, w powiecie lidzkim województwa nowogródzkiego.